# Championnat de France de beach soccer 2017
Navigation
NBS 2016 NBS 2018
Le National Beach Soccer 2017 est la neuvième édition du Championnat de France de beach soccer.
Marseille BT remporte son 2e titre national et rejoint Bonneveine BS, Marseille 12e et La Grande-Motte PBS en tant que clubs les plus titrés de France.
Gérald Guidarini, déjà dirigeant du Bonneveine BS sacré en 2011 et 2012, remporte son 4e trophée.

## Organisation

### Lieu et dates
Elle est organisée du 2 au 6 août 2017 sur la plage de Canet-en-Roussillon.
Pour la première fois, un tournoi féminin est mis en place. Il opposent quatre sélections de Ligues régionales (Hauts-de-France, Méditerranée, Occitanie et Grand Est).

### Format de la compétition
La FFF reprend à l'identique le format de l’édition 2016.
Chacune des huit Ligues organisant une phase régionale qualifie un ou deux représentants pour la finale à 12 clubs. Les Ligues du Grand-Est, des Hauts-de-France, de Méditerranée et d'Occitanie disposent de deux tickets, les Ligues de Guadeloupe, de Nouvelle-Aquitaine, des Pays-de-la-Loire et de la Réunion en disposent d'un.
Les douze clubs qualifiés pour la finale sont répartis en trois groupes de quatre où il ne peuvent affronter l'autre représentant de leur Ligue. Les deux premiers de chaque poule et les deux meilleurs troisièmes sont qualifiés pour les ¼ de finale, la suite de la compétition se déroulant par élimination directe.
| Jours et horaires                                       | Phases de la compétition                                             |
| ------------------------------------------------------- | -------------------------------------------------------------------- |
| Mercredi 2 de 16h à 19h30 et jeudi 3 août de 9h à 19h30 | matchs de qualification                                              |
| Vendredi 4 août de 10h à 18h30                          | 1/4 de finale – début du tournoi féminin à partir de 16h             |
| Samedi 5 août de 10h à 18h30                            | 1/2 finale – matchs de classement et suite du tournoi féminin        |
| Dimanche 6 août de 9h à 17h30                           | finale – matchs de classement et derniers matchs du tournoi féminin. |

## Phases régionales
| CSO Amnéville AS Étaples Fontenay-le-Comte VF Grande Motte PBS Marseille BT Montpellier HBS FC Nogent-sur-Seine FC St-Médard-en-J. Flandres Maritime BS Toulon F |

| Gwada BS |

| AS La Caverne |

Les phases finales se tiennent entre mai et juillet 2017.
| Ligue              | Clubs                                     |
| ------------------ | ----------------------------------------- |
| Grand-Est          | 1. CSO Amnéville 2. FC Nogent-sur-Seine   |
| Guadeloupe         | Sainte-Anne Gwada BS                      |
| Hauts-de-France    | 1. FMBS Saint-Pol-sur-Mer 2. AS Étaples   |
| Méditerranée       | 1. Marseille BT 2. Toulon EF              |
| Nouvelle-Aquitaine | FC Saint-Médard-en-Jalles                 |
| Occitanie          | 1. La Grande-Motte PBS 2. Montpellier HBS |
| Pays-de-la-Loire   | Fontenay-le-Comte VF                      |
| Réunion            | AS La Caverne Saint-Paul                  |

## Phase finale

### Phase de poules
| Groupe | Clubs                                                                                 |
| ------ | ------------------------------------------------------------------------------------- |
| A      | Grande Motte Pyramide BS, SCO Amnéville, FMBS Saint-Pol-sur-Mer, Marseille Beach Team |
| B      | FC Saint-Médard-en Jalles, AS Etaples, FC Nogentais, Fontenay Foot Vendée             |
| C      | Montpellier Hérault BS, Toulon Élite Futsal, AS Caverne, Gwada BS                     |

#### Poule A
Sans surprise, les trois habitués du National Beach Soccer, Marseille BT, champion en 2013, et La Grande-Motte PBS, double champion en titre, terminent aux deux premières places et se qualifient pour les ¼ de finale, Marseille s'offrant le luxe d'infliger la première défaite nationale des Héraultais. Le CSO Amnéville domine le FMBS Saint-Pol-sur-Mer dans le match pour la 3e place et obtient également son ticket pour la suite de la compétition.
| Pos | Club                   | Pts | J | G | G a.p. | G t.a.b. | P | Bp | Bc | Dif. |
| --- | ---------------------- | --- | - | - | ------ | -------- | - | -- | -- | ---- |
| 1   | Marseille BT           | 9   | 3 | 3 | 0      | 0        | 0 | 20 | 12 | +8   |
| 2   | La Grande-Motte PBS    | 6   | 3 | 2 | 0      | 0        | 1 | 17 | 10 | +7   |
| 3   | CSO Amnéville          | 3   | 3 | 1 | 0      | 0        | 2 | 20 | 18 | +2   |
| 4   | FMBS Saint-Pol-sur-Mer | 0   | 3 | 0 | 0      | 0        | 3 | 7  | 24 | -17  |

| Date & Heure     | Equipe 1               | Score | Equipe 2               |
| ---------------- | ---------------------- | ----- | ---------------------- |
| 02/08/2017 16:00 | La Grande-Motte PBS    | 6-5   | CSO Amnéville          |
| 02/08/2017 16:00 | FMBS Saint-Pol-sur-Mer | 3-7   | Marseille BT           |
| 03/08/2017 09:00 | La Grande-Motte PBS    | 8-0   | FMBS Saint-Pol-sur-Mer |
| 03/08/2017 09:00 | CSO Amnéville          | 6-8   | Marseille BT           |
| 03/08/2017 16:00 | Marseille BT           | 5-3   | La Grande-Motte PBS    |
| 03/08/2017 16:00 | FMBS Saint-Pol-sur-Mer | 4-9   | CSO Amnéville          |

#### Poule B
Le FC Saint-Médard-en-Jalles, double vice-champion sortant, domine le groupe même s'il est battu lors de son dernier match par son dauphin, le Fontenay-le-Comte VF, alors qu'il était déjà qualifié pour le tour suivant. La victoire de l'AS Étaples lors de la dernière rencontre contre le FC Nogent-sur-Seine permet aux Nordistes de figurer pour la première fois dans les huit meilleures équipes de France grâce à une meilleure différence de buts que leurs homologues du groupe C.
| Pos | Club                      | Pts | J | G | G a.p. | G t.a.b. | P | Bp | Bc | Dif. |
| --- | ------------------------- | --- | - | - | ------ | -------- | - | -- | -- | ---- |
| 1   | FC Saint-Médard-en-Jalles | 6   | 3 | 2 | 0      | 0        | 1 | 22 | 12 | +10  |
| 2   | Fontenay-le-Comte VF      | 6   | 3 | 2 | 0      | 0        | 1 | 19 | 18 | +1   |
| 3   | AS Étaples                | 3   | 3 | 1 | 0      | 0        | 2 | 12 | 13 | -1   |
| 4   | FC Nogent-sur-Seine       | 3   | 3 | 1 | 0      | 0        | 2 | 13 | 23 | -10  |

| Date & Heure     | Equipe 1                  | Score | Equipe 2                  |
| ---------------- | ------------------------- | ----- | ------------------------- |
| 02/08/2017 17:15 | FC Saint-Médard-en-Jalles | 6-1   | AS Étaples                |
| 02/08/2017 17:15 | FC Nogent-sur-Seine       | 8-6   | Fontenay-le-Comte VF      |
| 03/08/2017 10:15 | FC Saint-Médard-en-Jalles | 8-1   | FC Nogent-sur-Seine       |
| 03/08/2017 10:15 | AS Étaples                | 2-3   | Fontenay-le-Comte VF      |
| 03/08/2017 17:15 | Fontenay-le-Comte VF      | 10-8  | FC Saint-Médard-en-Jalles |
| 03/08/2017 17:15 | FC Nogent-sur-Seine       | 4-9   | AS Étaples                |

#### Poule C
AS La Caverne Saint-Paul et le Montpellier HBS, grâce à leurs deux victoires respectives, se qualifient pour les ¼ de finale. Le Toulon EF, en raison de sa victoire acquise au-delà du temps réglementaire, et Sainte-Anne Gwada BS, qui paie la lourde défaite inaugurale contre les Réunionnais sont éliminés avant le tableau final.
| Pos | Club                     | Pts | J | G | G a.p. | G t.a.b. | P | Bp | Bc | Dif. |
| --- | ------------------------ | --- | - | - | ------ | -------- | - | -- | -- | ---- |
| 1   | AS La Caverne Saint-Paul | 6   | 3 | 2 | 0      | 0        | 1 | 20 | 11 | +9   |
| 2   | Montpellier HBS          | 6   | 3 | 2 | 0      | 0        | 1 | 13 | 9  | +4   |
| 3   | Sainte-Anne Gwada BS     | 3   | 3 | 1 | 0      | 0        | 2 | 10 | 19 | -9   |
| 4   | Toulon EF                | 2   | 3 | 0 | 1      | 0        | 2 | 15 | 19 | -4   |

| Date & Heure     | Equipe 1                 | Score    | Equipe 2                 |
| ---------------- | ------------------------ | -------- | ------------------------ |
| 02/08/2017 18:30 | Montpellier HBS          | 4-5 a.p. | Toulon EF                |
| 02/08/2017 18:30 | AS La Caverne Saint-Paul | 10-1     | Sainte-Anne Gwada BS     |
| 03/08/2017 11:30 | Montpellier HBS          | 5-2      | AS La Caverne Saint-Paul |
| 03/08/2017 11:30 | Toulon EF                | 5-7      | Sainte-Anne Gwada BS     |
| 03/08/2017 18:30 | Sainte-Anne Gwada BS     | 2-4      | Montpellier HBS          |
| 03/08/2017 18:30 | AS La Caverne Saint-Paul | 8-5      | Toulon EF                |

### Tableau final
|  | Quarts de finale     | Quarts de finale   |                 |                  | Demi-finales           | Demi-finales |  |  | Finale             | Finale |
|  | Quarts de finale     | Quarts de finale   |                 |                  | Demi-finales           | Demi-finales |  |  | Finale             | Finale |
|  |                      |                    |                 |                  |                        |              |  |  |                    |        |
|  |                      |                    |                 |                  |                        |              |  |  |                    |        |
|  |                      |                    |                 |                  |                        |              |  |  |                    |        |
|  | Marseille BT         | 11                 |                 |                  |                        |              |  |  |                    |        |
|  | Marseille BT         | 11                 |                 |                  |                        |              |  |  |                    |        |
|  | AS Étaples           | 4                  |                 |                  |                        |              |  |  |                    |        |
|  | AS Étaples           | 4                  | Marseille BT    | 8                |                        |              |  |  |                    |        |
|  |                      |                    | Marseille BT    | 8                |                        |              |  |  |                    |        |
|  |                      | FC St-Médard-en-J. | 7               |                  |                        |              |  |  |                    |        |
|  | FC St-Médard-en-J.   | FC St-Médard-en-J. | 7               | 5                |                        |              |  |  |                    |        |
|  | FC St-Médard-en-J.   |                    |                 | 5                |                        |              |  |  |                    |        |
|  | CSO Amnéville        | 3                  |                 |                  |                        |              |  |  |                    |        |
|  | CSO Amnéville        | 3                  | Marseille BT    | 7                |                        |              |  |  |                    |        |
|  |                      |                    | Marseille BT    | 7                |                        |              |  |  |                    |        |
|  |                      | Montpellier HBS    | 6               |                  |                        |              |  |  |                    |        |
|  | Grande Motte PBS     | Montpellier HBS    | 6               | 9                |                        |              |  |  |                    |        |
|  | Grande Motte PBS     |                    |                 | 9                |                        |              |  |  |                    |        |
|  | AS La Caverne        | 4                  |                 |                  |                        |              |  |  |                    |        |
|  | AS La Caverne        | 4                  | Montpellier HBS | 2                |                        |              |  |  |                    |        |
|  |                      |                    | Montpellier HBS | 2                | Match pour la 3e place |              |  |  |                    |        |
|  |                      | Grande Motte PBS   | 4               |                  |                        |              |  |  |                    |        |
|  | Montpellier HBS      | Grande Motte PBS   | 4               | 13               |                        |              |  |  |                    |        |
|  | Montpellier HBS      |                    |                 | 13               |                        |              |  |  |                    |        |
|  | Fontenay-le-Comte VF | 1                  |                 | Grande Motte PBS | 7                      |              |  |  |                    |        |
|  | Fontenay-le-Comte VF | 1                  |                 | Grande Motte PBS | 7                      |              |  |  |                    |        |
|  |                      |                    |                 |                  |                        |              |  |  | FC St-Médard-en-J. | 5      |
|  |                      |                    |                 |                  |                        |              |  |  | FC St-Médard-en-J. | 5      |

Les clubs les plus expérimentés sortent vainqueurs des quarts de finale. En effet, à chaque rencontre, l'équipe ayant déjà atteint la finale du NBS remporte son duel contre l'équipe moins expérimentée.
La première demi-finale est remportée sur le fil par Marseille BT grâce à un but à la dernière seconde de son gardien Comorien Salim Ben Boina. Dans l'autre rencontre, le derby héraultais, Montpellier HBS surprend, de justesse également, le tenant du titre, Grande Motte PBS, pour se hisser en finale.
Marseille BT remporte sur le plus petit des écarts une finale haletante et son 2e titre de Champion de France face au Montpellier HBS qui échoue pour la 4e fois sur la seconde place.
Le match pour la 3e place propose la même affiche que la grande finale de 2016 et le désormais ex-champion de France, Grande Motte PBS, se console en battant de nouveau le FC Saint-Médard-en-Jalles.
|  | Demi-finales de classement | Demi-finales de classement |               |   | 5e place | 5e place |
|  | Demi-finales de classement | Demi-finales de classement |               |   | 5e place | 5e place |
|  |                            |                            |               |   |          |          |
|  |                            |                            |               |   |          |          |
|  |                            |                            |               |   |          |          |
|  | AS La Caverne              | 8                          |               |   |          |          |
|  | AS La Caverne              | 8                          |               |   |          |          |
|  | Fontenay-le-Comte VF       | 6                          |               |   |          |          |
|  | Fontenay-le-Comte VF       | 6                          | AS La Caverne | 5 |          |          |
|  |                            |                            | AS La Caverne | 5 |          |          |
|  |                            | CSO Amnéville              | 4             |   |          |          |
|  | CSO Amnéville              | CSO Amnéville              | 4             | 3 |          |          |
|  | CSO Amnéville              |                            |               | 3 |          |          |
|  | AS Étaples                 | 2                          |               |   |          |          |
|  | AS Étaples                 | 2                          | 7e place      |   |          |          |
|  |                            |                            |               |   |          |          |
|  |                            |                            |               |   |          |          |
|  |                            |                            |               |   |          |          |
|  | AS Étaples                 | 9                          |               |   |          |          |
|  | AS Étaples                 | 9                          |               |   |          |          |
|  | Fontenay-le-Comte VF       | 2                          |               |   |          |          |
|  | Fontenay-le-Comte VF       | 2                          |               |   |          |          |

## Classement final
| #  | Club                      | Ligue              |
| -- | ------------------------- | ------------------ |
| 1  | Marseille BT              | Méditerranée       |
| 2  | Montpellier HBS           | Occitanie          |
| 3  | Grande Motte PBS          | Occitanie          |
| 4  | FC Saint-Médard-en-Jalles | Nouvelle-Aquitaine |
| 5  | AS La Caverne             | Réunion            |
| 6  | CSO Amnéville             | Grand-Est          |
| 7  | AS Étaples                | Hauts-de-France    |
| 8  | Fontenay-le-Comte VF      | Pays-de-la-Loire   |
| 9  | Sainte-Anne Gwada BS      | Guadeloupe         |
| 10 | FC Nogent-sur-Seine       | Grand-Est          |
| 11 | Toulon EF                 | Méditerranée       |
| 12 | FMBS Saint-Pol-sur-Mer    | Hauts-de-France    |